# Разумов, Максим Олегович
Максим Олегович Разумов (бел. Максім Алегавіч Разумаў; род. 4 марта 1977, Витебск) — белорусский футболист, защитник.

## Клубная карьера
Профессиональную карьеру начал в витебском клубе «Двина». 1996 год провёл в новополоцком клубе «Двина-Белкон». После вернулся в витебский клуб, но на сей раз он имел название «Локомотив-96». С 1998 по 1999 года выступал за литовский клуб «Кареда». Следующие 7 сезонов провёл в клубе «Гомель». В 2003 году Разумов помог клубу оформить золотой дубль. Также выступал за новополоцкий клуб «Нафтан», «ДСК-Гомель», «Сморгонь», «Витебск» и «Гомельжелдортранс». Последним профессиональным клубом в карьере стала в 2015 году «Орша».

## Карьера в сборной
Дебют за национальную сборную Беларуси состоялся 31 июля 1996 года в товарищеском матче против сборной Литвы (2:2). Всего Разумов провёл за сборную 3 матчей.

## Достижения
- Чемпион Беларуси: 2003
- Обладатель Кубка Беларуси: 1997/98, 2002/03